# La Planète des hommes perdus
Pour plus de détails, voir Fiche technique et Distribution.
La Planète des hommes perdus (Il pianeta degli uomini spenti) est un film de science-fiction italien réalisé par Antonio Margheriti, sorti en 1961. 

## Synopsis
Une gigantesque météorite s’approche dangereusement de la Terre. Le monde est terrifié face à cette catastrophe imminente. Afin de questionner l'étendue de la collision, un groupe de scientifiques fait appel au professeur Benson pour avoir sa théorie sur sa dangerosité. Astronome réputé et militant écologiste, il déduit, grâce à ses calculs, que la météorite n'est pas dangereuse car elle est tout simplement une planète encore inconnue dans le système solaire. Elle devrait arrêter sa course non loin de la Terre. Ignorant ses propos, les autorités militaires envoient deux fusées de reconnaissance. Mais lorsque l'astre se met en orbite autour de la Terre, une armada de soucoupes volantes, après avoir détruit les fusées, en sortent pour se diriger vers la planète bleue afin d'attaquer les humains. Quant à Benson, intrigué par la vie extraterrestre présente sur cette planète hostile, il rejoint une expédition pour se rendre sur celle-ci car il est persuadé qu’il y a beaucoup plus à apprendre pour la science.

## Fiche technique
- Titre original : Il pianeta degli uomini spenti
- Titre français : La Planète des hommes perdus
- Réalisation : Antonio Margheriti
- Scénario : Ennio De Concini
- Montage : Mario Serandrei
- Musique : Mario Migliardi
- Photographie : Raffaele Masciocchi
- Production : Thomas Sagone
- Sociétés de production : Ultra Film et Sicilia Cinematografica
- Société de distribution : Gaumont S.A.B., Manson Distributing et Topaz Film Corporation
- Pays d'origine :  Italie
- Langue originale : italien
- Format : couleur
- Genre : science-fiction
- Durée : 84 minutes
- Dates de sortie : 
  -  Italie : 30 octobre 1961

## Distribution
- Claude Rains : professeur Benson
- Bill Carter : Robert Cole
- Umberto Orsini : Dr. Fred Steele
- Maya Brent : Eve Barnett
- Jacqueline Derval : Cathy Cole
- Renzo Palmer : Barrington
- Carlo D'Angelo : général Varreck
- Carol Danell : Mrs. Collins
- Jim Dolen : Boyd
- Joe Pollini : Pat
- John Stacy : Dr. Cornfield
- Massimo Righi : Lewis Boyd
- Giuliano Gemma : Moran